# Striaptera
Striaptera là một chi bướm đêm thuộc họ Erebidae.